# Paramimistena duplicata
Paramimistena duplicata là một loài bọ cánh cứng trong họ Cerambycidae.